# Imagawa Motoki
Motoki Imagawa (sinh ngày 17 tháng 5 năm 1980) là một cầu thủ bóng đá người Nhật Bản.

## Sự nghiệp câu lạc bộ
Motoki Imagawa đã từng chơi cho Vegalta Sendai.